# Bicilia olivia
Bicilia olivia is een vlinder uit de familie van de grasmotten (Crambidae). De wetenschappelijke naam van de soort is voor het eerst gepubliceerd in 1878 door Arthur Gardiner Butler.
De soort komt voor in Cuba en Jamaica.